# Chuí
Chuí (guaraní: Chuí, literalment "au petita") és un municipi brasiler ubicat a l'estat de Rio Grande do Sul. Es troba separat de la localitat veïna de Chuy (Uruguai), mitjançant l'Avinguda Internacional. El poble s'ubica a 525 quilòmetres de la capital estatal, la ciutat de Porto Alegre, i a 340 de Montevideo, la capital de l'Uruguai. Chuí és considerat el municipi més austral del Brasil i té una població de 5.470 habitants.